# Ante Budimir
Ante Budimir (kiejtése [ǎːnte bûdimiːr], Zenica, 1991. július 22. –) világbajnoki bronzérmes horvát válogatott labdarúgó, a spanyol Osasuna játékosa.

## Pályafutása

### Klubcsapatokban
A Radnik Velika, az osztrák LASK Linz és a Sesvete, valamint a Gorica korosztályos csapataiban nevelkedett. 2011 és 2013 között az Inter-Zaprešić csapatát erősítette, majd két szezont a Lokomotiva Zagreb klubját. 2014 augusztusában négy éves szerződést kötött a német St. Pauli csapatával. Augusztus 8-án mutatkozott be a VfR Aalen ellen 2–0-ra elvesztett bajnoki mérkőzésen. Nyolc nappal később a kupában megszerezte első gólját az FSV Optik Rathenow ellen. 2015. szeptember 1-jén kölcsönbe került az olasz Crotone csapatához. Szeptember 7-én mutatkozott be a másodosztályban a Cagliari Calcio ellen 4–0-ra elvesztett mérkőzésen csereként. 2016 márciusában a Crotone élt opciós kivásárlási lehetőségével. 2016 júniusában kivásárolta a Sampdoria a szerződéséből. Egy év múlva kölcsönvette a Crotone, majd a szezon végén végleg megvásárolta.
2019. január 15-én a spanyol RCD Mallorca klubja vette kölcsönbe. 2019. február 3-án az AD Alcorcón ellen megszerezte első gólját Panenkás büntetőből, majd kiállították. A szezon végén 2,2 millió euróért végleg szerződtették. A 2019–20-as szezonban 13 bajnoki gólt szerzett. 2020. október 5-én egy szezonra kölcsönbe került a szintén spanyol Osasuna csapatához. 2021. június 7-én az Osasuna bejelentette, hogy 2025 júniusáig szóló szerződést kötöttek. A 2023–24-es szezonban klubja gólkirálya lett, és 17 góllal új egyéni csúcsot is állított fel a La Ligában. A következő szezonban ezt is megdöntötte, miután 21 bajnoki gólt szerzett.

### A válogatottban
2020. augusztus 27-én Zlatko Dalić szövetségi kapitány meghívta a Portugália és a Franciaország elleni Nemzetek Ligája mérkőzések keretébe. Október 7-én mutatkozott be Svájc ellen gólpasszal. November 11-én megszerezte első válogatott gólját Törökország ellen 3–3-ra végződő barátságos mérkőzésen. 2021. május 17-én kihirdette 26 fős keretét Zlatko Dalić szövetségi kapitány, amiben ő is szerepelt. 2024. május 20-án bekerült Zlatko Dalić szövetségi kapitány a 2024-es labdarúgó-Európa-bajnokságra készülő 26 fős keretébe.

## Statisztika

### Klub
2025. május 24-i állapotnak megfelelően.
| Klub              | Szezon   | Bajnokság         | Bajnokság | Bajnokság | Kupa  | Kupa  | Nemzetközi | Nemzetközi | Egyéb | Egyéb | Összesen | Összesen |
| Klub              | Szezon   | Osztály           | Mérk.     | Gólok     | Mérk. | Gólok | Mérk.      | Gólok      | Mérk. | Gólok | Mérk.    | Gólok    |
| ----------------- | -------- | ----------------- | --------- | --------- | ----- | ----- | ---------- | ---------- | ----- | ----- | -------- | -------- |
| Inter-Zaprešić    | 2010–11  | Prva HNL          | 11        | 3         | 0     | 0     | —          | —          | —     | —     | 11       | 3        |
| Inter-Zaprešić    | 2011–12  | Prva HNL          | 24        | 6         | 1     | 0     | —          | —          | —     | —     | 25       | 6        |
| Inter-Zaprešić    | 2012–13  | Prva HNL          | 31        | 9         | 1     | 0     | —          | —          | —     | —     | 32       | 9        |
| Inter-Zaprešić    | Összesen | Összesen          | 66        | 18        | 2     | 0     | 0          | 0          | 0     | 0     | 68       | 18       |
| Lokomotiva Zagreb | 2013–14  | Prva HNL          | 27        | 12        | 0     | 0     | —          | —          | —     | —     | 27       | 12       |
| Lokomotiva Zagreb | 2014–15  | Prva HNL          | 3         | 5         | 0     | 0     | —          | —          | —     | —     | 3        | 5        |
| Lokomotiva Zagreb | Összesen | Összesen          | 30        | 17        | 0     | 0     | 0          | 0          | 0     | 0     | 30       | 17       |
| St. Pauli         | 2014–15  | Bundesliga 2      | 19        | 0         | 1     | 1     | —          | —          | —     | —     | 20       | 1        |
| St. Pauli         | Összesen | Összesen          | 19        | 0         | 1     | 1     | 0          | 0          | 0     | 0     | 20       | 1        |
| St. Pauli II      | 2014–15  | Regionalliga Nord | 2         | 1         | —     | —     | —          | —          | —     | —     | 2        | 1        |
| St. Pauli II      | Összesen | Összesen          | 2         | 1         | 0     | 0     | 0          | 0          | 0     | 0     | 2        | 1        |
| Crotone           | 2015–16  | Serie B           | 40        | 16        | 1     | 1     | —          | —          | —     | —     | 41       | 17       |
| Crotone           | Összesen | Összesen          | 40        | 16        | 1     | 1     | 0          | 0          | 0     | 0     | 41       | 17       |
| Sampdoria         | 2016–17  | Serie A           | 11        | 0         | 3     | 1     | —          | —          | —     | —     | 14       | 1        |
| Sampdoria         | Összesen | Összesen          | 11        | 0         | 3     | 1     | 0          | 0          | 0     | 0     | 14       | 1        |
| Crotone           | 2017–18  | Serie A           | 22        | 6         | 2     | 1     | —          | —          | —     | —     | 24       | 7        |
| Crotone           | 2018–19  | Serie B           | 17        | 3         | 1     | 0     | —          | —          | —     | —     | 18       | 3        |
| Crotone           | Összesen | Összesen          | 39        | 9         | 3     | 1     | 0          | 0          | 0     | 0     | 42       | 10       |
| Mallorca          | 2018–19  | Segunda División  | 18        | 5         | 0     | 0     | —          | —          | 2     | 1     | 20       | 6        |
| Mallorca          | 2019–20  | La Liga           | 35        | 13        | 1     | 0     | —          | —          | —     | —     | 36       | 13       |
| Mallorca          | 2021–21  | Segunda División  | 1         | 0         | —     | —     | —          | —          | —     | —     | 1        | 0        |
| Mallorca          | Összesen | Összesen          | 54        | 18        | 1     | 0     | 0          | 0          | 2     | 1     | 58       | 19       |
| Osasuna           | 2020–21  | La Liga           | 30        | 11        | 2     | 1     | 0          | 0          | 32    | 12    |          |          |
| Osasuna           | 2021–22  | La Liga           | 28        | 8         | 2     | 1     | —          | —          | —     | —     | 30       | 9        |
| Osasuna           | 2022–23  | La Liga           | 31        | 8         | 6     | 0     | —          | —          | —     | —     | 37       | 8        |
| Osasuna           | 2023–24  | La Liga           | 33        | 17        | 2     | 0     | 2          | 1          | 1     | 0     | 38       | 18       |
| Osasuna           | 2024–25  | La Liga           | 38        | 21        | 4     | 3     | —          | —          | —     | —     | 40       | 23       |
| Osasuna           | Összesen | Összesen          | 160       | 65        | 14    | 4     | 2          | 1          | 1     | 0     | 177      | 70       |
| Összesen          | Összesen | Összesen          | 416       | 143       | 27    | 9     | 2          | 1          | 3     | 1     | 448      | 154      |

### A válogatottban
2025. március 23-i állapot szerint.
| Válogatott   | Szezon   | Mérkőzés | Gól |
| ------------ | -------- | -------- | --- |
| Horvátország | 2020     | 4        | 1   |
| Horvátország | 2021     | 4        | 0   |
| Horvátország | 2022     | 9        | 0   |
| Horvátország | 2023     | 2        | 1   |
| Horvátország | 2024     | 9        | 1   |
| Horvátország | 2025     | 2        | 1   |
| Összesen     | Összesen | 40       | 4   |

### Góljai a válogatottban
2020. november 11-i állapot szerint.
|   | Időpont            | Helyszín                               | Ellenfél     | Gólok | Eredmény | Kiírás                                       |
| - | ------------------ | -------------------------------------- | ------------ | ----- | -------- | -------------------------------------------- |
| 1 | 2020. november 11. | Vodafone Park, Isztambul, Törökország  | Törökország  | 1–1   | 3–3      | Barátságos mérkőzés                          |
| 2 | 2023. november 21. | Maksimir Stadion, Zágráb, Horvátország | Örményország | 1–0   | 1–0      | 2024-es labdarúgó-Európa-bajnokság selejtező |
| 3 | 2024. június 8.    | Estádio Nacional, Oeiras, Portugália   | Portugália   | 2–1   | 2–1      | Barátságos mérkőzés                          |
| 4 | 2025. március 20.  | Stadion Poljud, Split, Horvátország    | Törökország  | 1–0   | 2–0      | 2024–2025-ös UEFA Nemzetek Ligája            |